# Альмухаметово
Альмухаме́тово (рос. Альмухаметово, башк. Әлмөхәмәт) — присілок у складі Абзеліловського району Башкортостану, Росія. Входить до складу Альмухаметовської сільської ради.
Населення — 659 осіб (2010; 748 в 2009, 649 в 2002).
Національний склад:
- башкири — 96%

## Видатні уродженці
- Буранбаєва Сара Абдулхаївна — Народна артистка Башкортостану.